# Iujno-Sukhokumsk
Iujno-Sukhokumsk o Salanub (àvar: Салануб; rus: Ю́жно-Сухоку́мск) és una ciutat de la República del Daguestan, a la Federació Russa. Està situada al nord-oest de la república, a 295 km de Makhatxkalà. Hi passa el riu Sukhaia. Al cens del 2010 tenia 10.035  habitants.

## Història
Va rebre l'estatus d'assentament de tipus urbà l'any 1963, i el de ciutat l'any 1988.

## Estat administratiu i municipal
Dins del marc de divisions administratives, la ciutat de Iujno-Sukhokumsk forma una unitat administrativa per si sola amb igual estatus que el dels districtes. Com a divisió municipal, la ciutat de Iujno-Sukhokumsk forma part de l'Òkrug urbà de Iujno-Sukhokumsk.

## Demografia
Grups ètnics al territori administratiu de Iujno-Sukhokumsk segons el cens rus de 2002:
- Àvars (47,9%)
- Darguins (18,5%)
- Lesguians (10,7%)
- Laks (9,0%)
- Russos (5,4%)
- Kumyks (3,8%)

## Climatologia
Iujno-Sukhokumsk té un clima fred semiàrid (classificació de Köppen: BSk).
| Dades climàtiques a Iujno-Sukhokumsk | Dades climàtiques a Iujno-Sukhokumsk | Dades climàtiques a Iujno-Sukhokumsk | Dades climàtiques a Iujno-Sukhokumsk | Dades climàtiques a Iujno-Sukhokumsk | Dades climàtiques a Iujno-Sukhokumsk | Dades climàtiques a Iujno-Sukhokumsk | Dades climàtiques a Iujno-Sukhokumsk | Dades climàtiques a Iujno-Sukhokumsk | Dades climàtiques a Iujno-Sukhokumsk | Dades climàtiques a Iujno-Sukhokumsk | Dades climàtiques a Iujno-Sukhokumsk | Dades climàtiques a Iujno-Sukhokumsk | Dades climàtiques a Iujno-Sukhokumsk |
| Mes                                  | gen                                  | febr                                 | març                                 | abr                                  | maig                                 | juny                                 | jul                                  | ag                                   | set                                  | oct                                  | nov                                  | des                                  | anual                                |
| ------------------------------------ | ------------------------------------ | ------------------------------------ | ------------------------------------ | ------------------------------------ | ------------------------------------ | ------------------------------------ | ------------------------------------ | ------------------------------------ | ------------------------------------ | ------------------------------------ | ------------------------------------ | ------------------------------------ | ------------------------------------ |
| Màxima mitjana °C (°F)               | −0.3 (31.5)                          | 0.9 (33.6)                           | 6.8 (44.2)                           | 16.9 (62.4)                          | 23.8 (74.8)                          | 28.3 (82.9)                          | 30.8 (87.4)                          | 29.9 (85.8)                          | 23.9 (75)                            | 15.8 (60.4)                          | 7.9 (46.2)                           | 2.5 (36.5)                           | 15.6 (60.06)                         |
| Mitjana diària °C (°F)               | −3.7 (25.3)                          | −2.9 (26.8)                          | 2.6 (36.7)                           | 11.0 (51.8)                          | 17.8 (64)                            | 22.3 (72.1)                          | 24.9 (76.8)                          | 23.8 (74.8)                          | 18.1 (64.6)                          | 10.8 (51.4)                          | 4.3 (39.7)                           | −0.5 (31.1)                          | 10.71 (51.26)                        |
| Mínima mitjana °C (°F)               | −7.0 (19.4)                          | −6.6 (20.1)                          | −1.6 (29.1)                          | 5.2 (41.4)                           | 11.8 (53.2)                          | 16.3 (61.3)                          | 19.0 (66.2)                          | 17.7 (63.9)                          | 12.3 (54.1)                          | 5.8 (42.4)                           | 0.8 (33.4)                           | −3.4 (25.9)                          | 5.86 (42.53)                         |
| Precipitació mitjana mm (polzades)   | 17 (0.67)                            | 16 (0.63)                            | 19 (0.75)                            | 24 (0.94)                            | 38 (1.5)                             | 46 (1.81)                            | 37 (1.46)                            | 33 (1.3)                             | 27 (1.06)                            | 21 (0.83)                            | 22 (0.87)                            | 21 (0.83)                            | 321 (12.65)                          |
| Font: Climate-Data.org               |                                      |                                      |                                      |                                      |                                      |                                      |                                      |                                      |                                      |                                      |                                      |                                      |                                      |